# 保罗·罗杰斯 (篮球运动员)
保罗·安德鲁·罗杰斯（英語：Paul Andrew Rogers，1973年9月29日—），澳大利亚前职业篮球运动员，参效力于全国篮球联赛（NBL）。他在1997年NBA选秀中被洛杉矶湖人队选中，但没有打过一场NBA比赛。他曾代表澳大利亚参加2000年夏季奥运会和2004年夏季奥运会男子篮球比赛。